# Dendrophidion
A Dendrophidion a hüllők (Reptilia) osztályába, a kígyók (Serpentes) alrendjébe és a siklófélék (Colubridae) családjába tartozó nem.

## Rendszerezés
A nemet Leopold Fitzinger osztrák zoológus írta le 1843-ban,  az alábbi 15 faj tartozik ide:
- Dendrophidion apharocybe Cadle, 2012
- Dendrophidion atlantica Freire, Caramaschi & Gonçalves, 2010
- Dendrophidion bivittatus (A. M. C. Duméril, Bibron & A. H. A. Duméril, 1854)
- Dendrophidion boshelli Dunn, 1944
- Dendrophidion brunneum (Günther, 1858)
- Dendrophidion clarkii Dunn, 1933
- Dendrophidion crybelum Cadle, 2012
- Dendrophidion dendrophis (Schlegel, 1837)
- Dendrophidion graciliverpa Cadle, 2012
- Dendrophidion nuchale (Peters, 1863)
- Dendrophidion paucicarinatum (Cope, 1894)
- Dendrophidion percarinatum (Cope, 1893)
- Dendrophidion prolixum Cadle, 2012
- Dendrophidion rufiterminorum Cadle & Savage, 2012
- Dendrophidion vinitor H. M. Smith, 1941